# Tháp Saint-Jacques
Tháp Saint-Jacques (phát âm tiếng Pháp: [tuʁ sɛ̃ ʒak], 'Tháp Thánh Giacôbê) là một di tích lịch sử nằm tại Quận 4, Paris, Pháp, ở giao lộ của phố Rivoli và Nicolas Flamel. Tòa tháp Gothic sặc sỡ cao 52 mét (171 ft) là những gì còn sót lại của nhà thờ Saint-Jacques-de-la-Boucherie thế kỷ 16 đã bị phá hủy vào năm 1797 trong cuộc Cách mạng Pháp, chỉ còn lại tòa tháp. Tháp Saint-Jacques hiện được coi là một di tích lịch sử quốc gia. Hệ thống tàu điện ngầm Paris gần đó là nhà ga Châtelet, một trong những ga tàu điện ngầm bận rộn nhất Paris.

## Lịch sử
Trang trí phong phú của tòa tháp phản ánh sự giàu có của những tín đồ thân quen của nhà thờ, những người bán buôn thịt ở chợ Les Halles. Các thợ xây phụ trách là Jean de Felin, Julien Ménart và Jean de Revier. Nó được xây dựng từ năm 1509 đến 1523, dưới thời trị vì của vua François I. Nhà thờ này là sự thánh hiến cho Thánh Giacôbê vĩ đại, nhà thờ cổ của nó và tòa tháp mang tính bước ngoặt của nó chào đón những người hành hương trên đường dẫn tới Tours, băng qua các con đường hành hương Santiago de Compostela để tới thánh địa Santiago de Compostela. Tòa tháp còn sót lại hiện là một phần của Di sản thế giới Đường hành hương Santiago de Compostela được UNESCO công nhận từ năm 1998.